# AlpTransit
AlpTransit, også kendt som (Tysk:Neue Eisenbahn-Alpentransversale forkortet NEAT); (Engelsk:New Railway Link through the Alps (NRLA)), er et schweizisk føderalt projekt gående ud på at bygge en hurtigere nord-syd jernbaneforbindelse gennem de Schweiziske alper ved at konstruere basis tunneler adskillige hundrede meter under niveauet for de nuværende tunneler. Af sikkerhedsgrunde består alle tunnelerne af to enkeltspors-udboringer side om side, forbundet ca. hver 300 meter med tværgående rør, således at den anden kan bruges som nødudgang.
Projektet består af to større sektioner, Gotthard aksen og
Lötschberg aksen.

## Gotthard aksen
Gotthard aksen, med de nye basistunneler ved Gotthard, Zimmerberg og Ceneri bliver bygget under kontrakt fra den schweiziske føderale regering af firmaet AlpTransit Gotthard AG. Med en planlagt længde af 57 km, vil Gotthard Basistunnelen være den længste jernbanetunnel i verden, når den er færdig (forventet 2018, ligesom den originale Gotthardtunnel på 15 km. var, da den stod færdig i 1881). Den nye Gotthard jernbaneforbindelse, bestående af
Zimmerberg Basistunnelen, Gotthard Basistunnelen og Ceneri Basistunnelen, er designet til at blive den første flade transalpine jernbaneforbindelse med en maksimalhøjde på kun 550 m.o.h. Dette resulterer i en højhastighedsforbindelse gennem alperne med en forventet tophastighed på 250 km/t, reducerende rejsetiden mellem Zurich og Milano til 2:30 timer i stedet for de nuværende 4:00 timer.

## Lötschberg aksen
Lötschberg aksen, med den nye Lötschberg Basistunnel i Berner Oberland blev bygget af firmaet BLS AlpTransit Lötschberg AG. Den 34,6 km. lange basistunnel åbnede for trafik i juni 2007 og er den første del af AlpTransit, som er færdig. Den understøtter den vestlige transit forbindelse via Basel – Olten – Bern – Brig – Domodossola – Milano. For størstedelen af trafikkens vedkommende vil den erstatte den eksisterende, højere beliggende, 14,6 km. lange Lötschberg Tunnel, som stod færdig i 1913. På grund af omkostningsbegrænsninger er kun det ene rør gjort færdigt og udstyret til jernbanedrift, mens det andet for en tredjedels vedkommende er gjort færdig, udboret for en anden tredjedels vedkommende, mens den sidste tredjedel ikke er påbegyndt . Højhastigheds skiftespor tillader brugen af den færdige tredjedel som et omkørsels-spor. Den anden del af Lötschberg aksen er den gamle Simplontunnelen, som stod færdig i 1905 som en 20 km. lang enkeltspors basistunnel, og udstyret med et ekstra rør i 1921. Den forbinder den øvre del af Valais med Piemonte-regionen i Nord-Italien.

## Politisk baggrund
I forhandlinger med den Europæiske Union, forlangte Schweiz en begrænsning af transalpin tung godstrafik, hvilket blev nægtet af EU. Derfor valgte de schweiziske forhandlere en anden vej, og forlangte en Kilometer-baseret skat på tunge gods-køretøjer , den såkaldte LSVA, som skulle opkræves for alle indenlandske og internationale lastbiler over 3,5 tons. 
Forhandlingerne kom efterhånden til at dreje sig om størrelsen af denne skat, og Schweiz tilbød at bygge en ny højhastighedsforbindelse gennem alperne, med hovedformålet lagt på intermodal transport, et tilbud som senere blev accepteret af EU, men ikke uden at knytte en betingelse til om, at den da gældende 28 ton grænse for lastbiler skulle hæves til 48 tons. Et forlig blev nået, da begge parter accepterede en gradvis hævning af vægtgrænsen til 40 tons. På denne måde nåede man frem til Land Transport Agreement with the European Union og når NRLA engang er færdig, kan den kilometer-baserede skat øges på tunge lastbiler fra 1.6 ct/tkm til 1.8 ct/tkm. Denne betingelse er opfyldt med færdiggørelsen af Lötschberg basistunnelen.
Yderligere schweizisk lovgivning forlanger et stop for vejbyggeri i alperne og en ændring af transportpolitikken (Artikkel om Beskyttelsen af Alperne, tiltrådt 1994), en overflytning af så megen gods som muligt fra transalpin transport på vej til transport ad bane og fastlæggelsen af et Overflyttelses Mål, et maksimum-antal af lastbiler som må krydse alperne på vejen (Trafik Overflyttelses Lov, tiltrådt 1999). Disse mål kan dog først opfyldes med en fuld funktionel Alptransit jernbaneforbindelse.
De originale planer for NRLA omfattede kun konstruktionen af en af hoved basistunnelerne. Eftersom der ikke kunne træffes nogen beslutning, og regional uenighed truede med at stoppe hele projektet, skar den schweiziske føderale regering igennem i 1996, og besluttede at bygge begge basistunneler, Gotthard og Lötschberg, og at bygge dem samtidigt.
De totale omkostninger af AlpTransit projekterne var i 2005 16 milliarder Schweizerfranc. Den schweiziske befolkning accepterede projektet ved en afstemning den 27. september 1992 og stadfæstede det i 1999 gennem at acceptere den nye finanseringsstruktur med dannelse af en ny offentlig transport fond. Denne fond (Tysk:FinöV) får sine indtægter hovedsagelig gennem Kilometer-baseret skat på tunge gods-køretøjer , såvel som en del af skatterne på benzin, oprindelig tiltænkt vejbygning, og en mindre del af moms midlerne. Fonden kommer op på 30,5 milliarder Schweizerfranc over de næste 20 år, og skal betale for andet end AlpTransit, såsom Rail 2000.